# Scopula haeretica
Scopula haeretica är en fjärilsart som beskrevs av Claude Herbulot 1955. Scopula haeretica ingår i släktet Scopula och familjen mätare. Inga underarter finns listade.